# Політичні списки
Див. також категорію Списки правителів‎.
- Воєводи київські
- Політичні партії України
- Українські політичні організації в Імперії Габсбургів
- Українські політичні організації в Російській імперії
- Українські політичні партії XIX — початку XX століть